# 알리바바 파트너스
알리바바파트너스 주식회사(ALIBABA Partners Inc)는 대한민국 식음료 겸 알리바바 브랜드 프랜차이즈 경영본부이다.

## 알리바바 브랜드

### 알리바바 카페
카페 전문점 프랜차이즈 브랜드 

### 알리바바 24시무인로봇카페
무인로봇카페 전문점 프랜차이즈 브랜드 

### 알리바바 무인로봇아이스크림
무인로봇아이스크림 전문점 프랜차이즈 브랜드 

### 알리바바 치킨
치킨 전문점 프랜차이즈 브랜드 

### 알리바바 버거
햄버거 전문점 프랜차이즈 브랜 

### 알리바바 무인스터디카페
스터디카페 전문점 프랜차이즈 브랜드 

### 알리바바 퍼실리티카페
퍼실리티카페 전문점 프랜차이즈 브랜드 

### 알리바바 베이커리카페
베이커리카페 전문점 프랜차이즈 브랜드 

### 알리바바 커피앤도넛
커피앤도넛 전문점 프랜차이즈 브랜드 

### 알리바바 쏙쏙김밥
김밥 & 분식 전문점 프랜차이즈 브랜드 

### 알리바바 커피숖
커피 & 복고풍 전문점 프랜차이즈 브랜드

### 스마트로보틱스
스마트쇼케이스 전문점 프랜차이즈 브랜드